# Генчтюрк, Пынар Чаглар
Пына́р Чагла́р Генчтю́рк (тур. Pınar Çağlar Gençtürk; род. 6 марта 1982, Коджаэли) — турецкая актриса

 и театральный режиссёр

.

## Ранние годы
Пынар Чаглар Генчтюрк родилась 6 марта 1982 года в Коджаэли, Турция. Она окончила театральное отделение факультета изящных искусств Университета Едитепе и получила степень магистра кино и драмы в Университете Кадира Хаса.

## Карьера
Генчтюрк начала карьеру в качестве актрисы театра Коджаэли ещё до поступления в университет. В 2009 году она дебютировала в кино, сыграв Хавву в фильме «7 мужей Хюрмюз». В 2010 году она сыграла Арзу в фильме «Все ли обманывают?».
Дебютной ролью Генчтюрк на телевидении стала Бейхан-султан в телесериале «Великолепный век», в которым она снималась с 2011 по 2013 год. В 2012 году она появилась в телесериале «Голая правда» в роли Гюльсен. С 2013 по 2014 года играла роль Мюневвер в телесериале «Королёк — птичка певчая»). С 2021 по 2024 год играла Айлин Эргуван Йылмаз в телесериале «Правосудие».
В 2013 году Генчтюрк получила театральную премию Афифе в категории «Самая успешная актриса года второго плана в мюзикле или комедии» и премию Садри Алышика в категории «Лучшая женская роль второго плана» за роль в пьесе «Клуб одиночек».

## Фильмография
| Год       |     | Русское название        | Оригинальное название | Роль                 |
| --------- | --- | ----------------------- | --------------------- | -------------------- |
| 2009      | ф   | 7 мужей Хюрмюз          | 7 Kocalı Hürmüz       | Хавва                |
| 2010      | ф   | Все ли обманывают?      | Herkes mi Aldatır?    | Арзу                 |
| 2011—2013 | с   | Великолепный век        | Muhteşem Yüzyıl       | Бейхан-султан        |
| 2012      | с   | Голая правда            | Çıplak Gerçek         | Гюльсен              |
| 2013—2014 | с   | Королёк — птичка певчая | Çalıkuşu              | Мюневвер             |
| 2014      | ф   | Сиджджин                | Siccîn                | Ниса                 |
| 2015      | кор | Морской конёк           | Denizati              | Мрие                 |
| 2015      | кор | Мисофония               | Misofonya             | Эдже                 |
| 2016      | с   | Хорошие друзья          | Arkadaşlar İyidir     | Сема Кахраман        |
| 2017      | с   | Запах ребёнка           | Evlat Kokusu          | Мерьем               |
| 2018—2019 | с   | Наша история            | Bizim Hikaye          | Ферда                |
| 2019      | с   | Женщина                 | Kadın                 | Жале Демир           |
| 2020      | кор | Жизнь                   | Hayat                 |                      |
| 2020—2021 | с   | Задира                  | Arıza                 | Эмине                |
| 2021—2024 | с   | Правосудие              | Yargı                 | Айлин Эргуван Йылмаз |

## Театральные постановки
| Год  | Пьеса                           | Роль   | Место проведения     | Примечание |
| ---- | ------------------------------- | ------ | -------------------- | ---------- |
| 2011 | Диссоциация «Мир чудес»         | Лиза   | Второй этаж          | Актриса    |
| 2012 | Пряничный домик                 | Стейси | Побочный эффект      | Актриса    |
| 2013 | Клуб одиночек                   |        | Второй этаж          | Актриса    |
| 2015 | Кролик в снежном шаре           | Кадифе | Второй этаж          | Актриса    |
| 2015 | У всех нас одна и та же история |        | Ремесленный театр    | Актриса    |
| 2016 | Почему дураки влюбляются        | Мэй    | Актёрская мастерская | Актриса    |
| 2017 | Светящиеся вредители            | Джилл  | Второй этаж          | Актриса    |
| 2018 | Второстепенная роль             |        | Сцена «Инфинити»     | Режиссёр   |
| 2019 | Я — Пятница                     |        | Сцена комы           | Режиссёр   |
| 2019 | У нас были лучшие дни           |        | Актёрская мастерская | Актриса    |

## Награды и премии
| Год  | Премия                                  | Категория                                                                     | Работа                          | Результат |
| ---- | --------------------------------------- | ----------------------------------------------------------------------------- | ------------------------------- | --------- |
| 2013 | Театральная премия «Афифе»              | Самая успешная актриса года второго плана в мюзикле или комедии               | Клуб одиночек                   | Победа    |
| 2013 | Театральная- и кинопремия Садри Алышика | Лучшая женская роль второго плана - Театр                                     | Клуб одиночек                   | Победа    |
| 2013 | Direklerarası Seyirci                   | Актриса Малого зала                                                           | Диссоциация «Мир чудес»         | Победа    |
| 2016 | Театральная- и кинопремия Садри Алышика | Специальная награда отборочного комитета                                      | У всех нас одна и та же история | Победа    |
| 2016 | Театральная премии «Афифе»              | Самая успешная актриса года                                                   | Кролик в снежном шаре           | Номинация |
| 2018 | Театральная- и кинопремия Садри Алышика | Самая успешная актриса года в театральной комедии, чёрной комедии или мюзикле | Светящиеся вредители            | Номинация |
| 2022 | Театральная премии «Афифе»              | Самая успешная актриса года второго плана                                     | У нас были лучшие дни           | Номинация |